# Fukushima (Hokkaidō)
Fukushima (japanisch 福島町, -chō) ist eine Kleinstadt auf der Insel Hokkaidō in Japan. Sie gehört zum Landkreis Matsumae in der Unterpräfektur Oshima

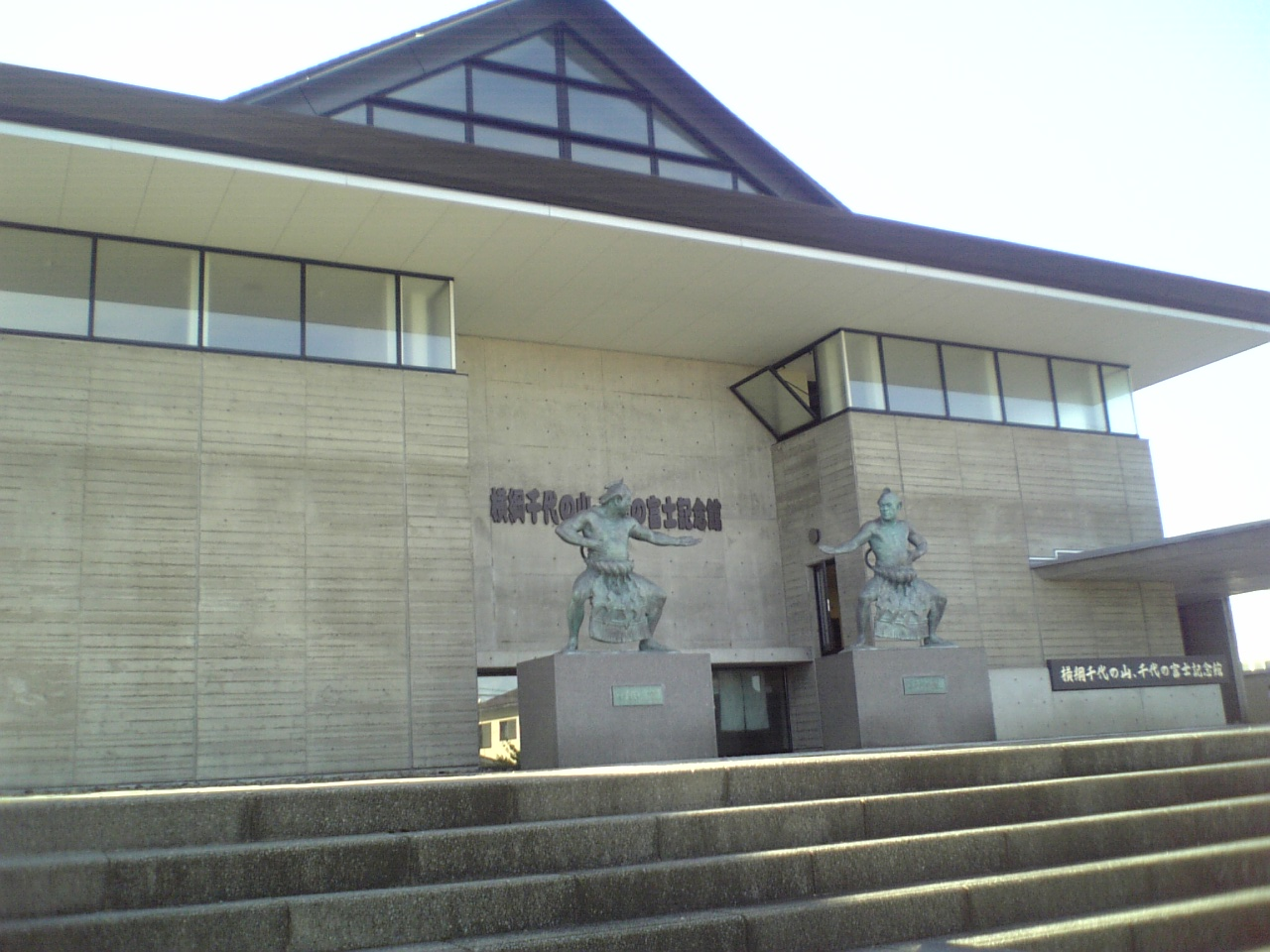
Chiyonofuji-Museum

Fukushima gilt als Hochburg des Sumō-Ringens. Von den Kämpfern, die den höchsten Rang des Yokozuna erreicht haben, stammen zwei von hier, Chiyonoyama Masanobu und Chiyonofuji Mitsugu. Ihnen ist ein Museum gewidmet. Ein weiteres Museum befasst sich mit dem Seikan-Tunnel, der unter der Stadt hindurch verläuft.

## Geografie
Fukushima befindet sich am südlichen Ende der Matsumae-Halbinsel, die wiederum zur Oshima-Halbinsel gehört. Sie liegt an der Mündung des Fukushima-gawa (福島川) in die Tsugaru-Straße. Der Ortsteil (千軒) Sengen liegt knapp 8 km nördlich vom Stadtzentrum, getrennt durch unbesiedeltes, bewaldetes Bergland das den Großteil des Gemeindegebietes ausmacht, entlang der Talebene des Chinai-gawa (知内川).
Die höchste Erhebung ist der Maesengen-dake (前千軒岳) mit 1056 m an der Grenze zu Matsumae.

## Verkehr
Die wichtigste Fernverkehrsstraße ist die Nationalstraße 228 die entlang der Küste der Oshima-Halbinsel nach Hakodate oder Esashi führt.
Es besteht kein Anschluss an das Schienennetz mehr. Ebenso wurde 1998 der Fährbetrieb nach Sotogahama am anderen Ufer der Tsugaru-Straße eingestellt.

## Partnerstädte
Fukushima schloss auf Grund des gemeinsamen Namens Städtefreundschaften mit Fukushima (heute: Matsuura) und Kiso-Fukushima (heute: Kiso). Eine weitere besteht mit Minmaya (heute: Sotogahama), die am anderen Ende des Seikan-Tunnel liegt.

## Bildung
In Fukushima befinden sich die Grundschulen Fukushima und Yoshioka, die Mittelschule Fukushima und die Präfektur-Handelsoberschule Fukuoka.

## Persönlichkeiten
- Kanato Abe (* 2002), Fußballspieler